# Чернов, Анатолий Петрович
Анатолий Петрович Чернов (род. 12 мая 1954, Семипалатинск) — советский, казахстанский, российский футбольный тренер. Советский и казахстанский футбольный судья.Рефери ФИФА, Судья Международной категории по футболу, Академик Международной академии творчества,Заслуженный тренер Республики Казахстан.

## Биография
Заниматься футболом начал в 1963 году. Играл в командах «Шахтёр» Экибастуз (1971), «Спартак» Семипалатинск (1972). Окончил Семипалатинский государственный педагогический институт, факультет физического воспитания, преподаватель по физической культуре (1972—1976). Чемпион Казахской ССР (ДСО «Буревестник», 1977, 1978). Старший тренер команды «Пединститут» Семипалатинск (1978—1980).
С 1981 года — футбольный судья — республиканская и высшая национальная категория, в 1995—1996 годах — рефери ФИФА, судья международной категории.
В 1994, с мая 1997 по 1998 год — главный тренер «Елимая» Семипалатинск, чемпион Казахстана 1994, 1998. До августа 1999 года был главным тренером клуба  «Иртыш-Бастау» Павлодар, который после ухода Чернова также стал чемпионом. В 2000 году, с 26 сентября — главный тренер СОПФК «Кайрат», в 2001 году — «Востока-Алтын» Усть-Каменогорск.
Уехал в Москву, стал гражданином России. С мая по август 2004 года работал тренером в «Балтике» Калиниград. Работал в тренерском штабе сборной Казахстана.
В 2011 году создал в Московской области детскую футбольную школу.